# Trusmi Kulon
Trusmi Kulon is een bestuurslaag in het regentschap Cirebon van de provincie West-Java, Indonesië. Trusmi Kulon telt 3275 inwoners (volkstelling 2010).